# Fūfu Ijō, Koibito Miman
Fūfu Ijō, Koibito Miman (jap.: 夫婦以上、恋人未満。) ist eine Mangareihe von Mangaka Yūki Kanamaru, die seit 2018 in Japan erscheint. Die romantische Komödie wurde 2022 als Anime umgesetzt, der international als More than a Married Couple, but Not Lovers. bekannt wurde.

## Inhalt
Die Oberschule, auf die Jirō Yakuin (薬院 次郎) geht, verpflichtet ihre Schüler zu einem Ehepartner-Training: Alle Schüler werden zufällig zu Paaren zusammengestellt, die dann über mehrere Monate als Ehepaar zusammenleben sollen. Die Schüler sollen so auf ihr zukünftiges Eheleben vorbereitet werden. Jirō hofft, mit seiner Kindheitsfreundin Shiori Sakurazaka (桜坂 詩織) als Paar ausgewählt zu werden, weil er schon lange heimlich in sie verliebt ist. Doch er kommt mit dem Gyaru Akari Watanabe (渡辺 星) zusammen. Auch Akari ist nicht davon begeistert, mit dem eher unbeliebten Gamer ins Training zu gehen. Sie wäre lieber mit ihrem Schwarm Minami Tenjin (天神 岬波) zusammen, dem gutaussehenden und beliebten Star der Oberschule. Ausgerechnet Minami und Shiori bilden ebenfalls ein Paar. Doch Jirō und Akari haben noch eine Hoffnung: Das Training wird bewertet und wer auf den 10 besten Plätzen landet, kann am Ende jeden Monats die Partner tauschen.
So wollen Jirō und Akari trotz ihrer gegenseitigen Abneigung ihr Bestes geben und in die Top Ten kommen. Doch zunächst stehen ihnen ihre ständigen Streitereien im Wege. Akari macht sich immer wieder über ihren „Ehemann“ lustig und der kommt überhaupt nicht mit ihrer aufgedrehten und offenen Art zurecht. Erst mit der Zeit gewöhnen sie sich aneinander, lernen sich besser kennen und kommen miteinander klar. Sie werden dabei von ihren Freunden unterstützt, wenn auch nicht immer erfolgreich. Minami und Shiori bekommen dagegen schnell eine gute Bewertung, was die beiden anderen befürchten lässt, dass sie etwas füreinander empfinden. Gegenüber Jirō macht Shiori aber bald klar, dass nichts mit Minami läuft, sondern sie sich einfach gut miteinander verstehen. Stattdessen sucht sie, wenn möglich, ebenfalls Jirōs Nähe und ist, ohne dass er das bemerkt hat, auch schon seit langem in ihn verliebt. Doch das Zusammenleben lässt auch Akari an ihren Gefühlen zweifeln. Sie findet immer mehr Seiten an Jirō, die sie mag, und ihm geht es ähnlich. Während der Sommerferien fahren alle zusammen mit Freunden an den Strand und jobben dort. Akari schafft es, Minami ihre Gefühle zu gestehen, doch der lehnt sie ab, da er schon in jemand anderen unglücklich verliebt ist. Aber er hilft ihr auf die Sprünge, doch ihren Gefühlen für Jirō nachzugehen. Auch Shiori kommt Jirō näher und schafft es fast, ihm ihre Liebe zu gestehen. Der merkt immer mehr, wie seine Gefühle zwischen den beiden Mädchen hin- und hergerissen sind. Nun werben beide, im unausgesprochenen Einvernehmen, um die Gunst ihres Mitschülers.

## Veröffentlichungen
Der Manga erscheint seit März 2018 im Magazin Young Ace beim Verlag Kadokawa Shoten. Dieser brachte die Kapitel auch gesammelt in bisher zehn Bänden heraus. Im November 2021 wurde angekündigt, dass die Serie eine Adaption als Anime erhält.
Diese Umsetzung als Anime-Serie entstand 2022 bei Studio Mother. Das Drehbuch schrieb Naruhisa Arakawa und Regie führte Takao Kato mit Unterstützung von Junichi Yamamoto. Für das Charakterdesign war Chizuru Kobayashi verantwortlich und die künstlerische Leitung lag bei Naoko Akuzawa. Für den Ton war Takayuki Yamaguchi zuständig, für die Kameraführung Misato Takahata. Die 12 Folgen mit je 24 Minuten Laufzeit wurden vom 9. Oktober bis zum 25. Oktober 2022 von den Sendern AT-X, Tokyo MX, Sun Television, KBS Kyoto und BS11 in Japan gezeigt. Die Plattform Crunchyroll veröffentlichte den Anime parallel zur japanischen Erstausstrahlung online per Streaming mit Untertiteln in diversen Sprachen sowie mit Synchronfassungen unter anderem auf Deutsch und Englisch.

### Synchronisation
Die deutsche Synchronfassung entstand bei TNT Media unter der Reige von Isabell Voss und Martin Irnich nach einem Dialogbuch von Len Thönelt.
| Rolle             | Japanische Stimme (Seiyū) | Deutsche Stimme  |
| ----------------- | ------------------------- | ---------------- |
| Shiori Sakurazaka | Saki Miyashita            | Melinda Rachfahl |
| Akari Watanabe    | Saori Ōnishi              | Julia Vieregge   |
| Jirō Yakuin       | Seiichirō Yamashita       | Rajko Geith      |
| Minami Tenjin     | Toshiki Masuda            | Sam Bauer        |

### Musik
Die Musik der Serie komponierte Yuri Habuka. Der Vorspann ist unterlegt mit dem Lied True Fool Love von Liyuu und für den Abspann verwendete man das Lied Stuck on you von Nowlu. Der Abspann der letzten Folge ist mit Swallows von Nowlu unterlegt. In der siebten Folge wird das Lied Touch von Liyuu eingespielt.